# 神真快
神 眞快（じん しんかい）は、日本の占術家。神・真理占星学会会長 神煕玲の最後の直弟子。